# Château de Strozzavolpe
Le château de Strozzavolpe (en italien : Castello di Strozzavolpe) est situé sur une colline près de Luco, une  frazione de la commune de Poggibonsi (province de Sienne) en Toscane,.
Les origines du château remontent à la première moitié du XIe siècle. Des interventions ultérieures ont été réalisées du XVe au XVIIIe siècle ; les dernières restaurations remontent au XIXe siècle.

## Historique

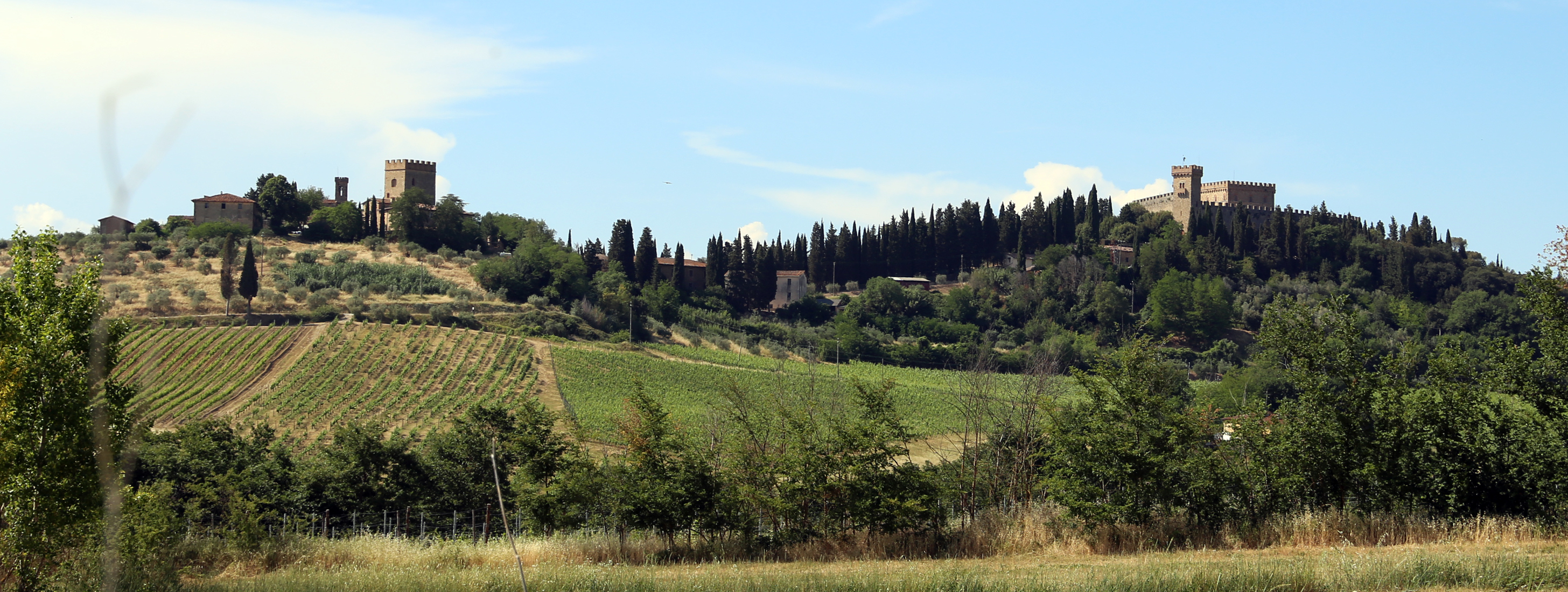
Le château de Strozzavolpe (à droite) dans le hameau de Luco.

Le château a été construit par  Benuccio da Salimbeni  dans la première moitié du XIe siècle  sur une colline, dans une position stratégique, au carrefour entre la Via Cassia et la Via Francigena.

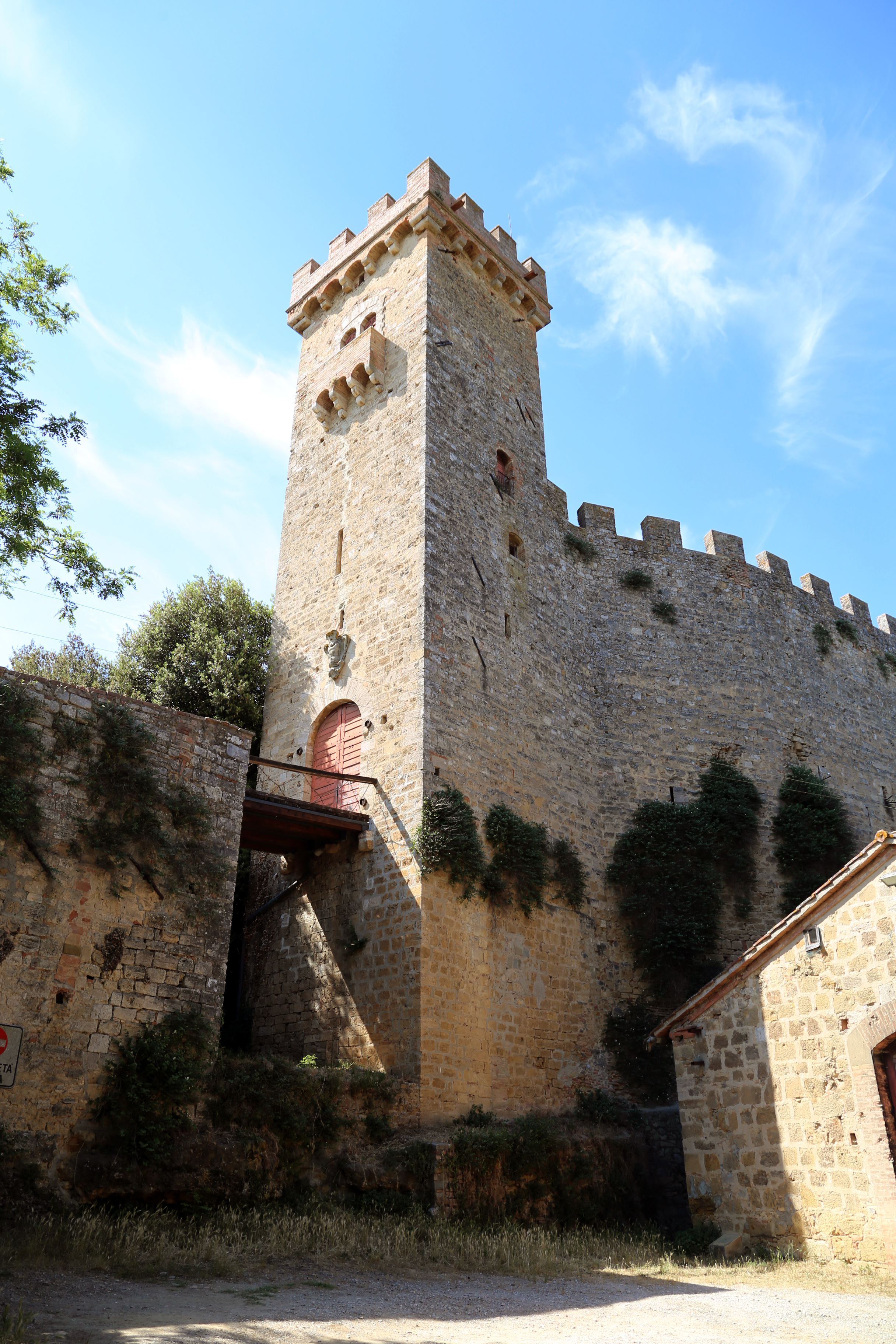

Il a été mentionné pour la première fois en 1154 dans un document d'Abbadia a Isola (it), un hameau de la commune de Monteriggioni, qui parlait du château de Scoriavolpe, propriété du seigneur féodal Guido Guerra II (it), mais géré par quelques vassaux dont le nom de famille était Scoriavolpe. On dit que Guido Guerra II fut le premier propriétaire, à tel point que c'est lui qui dota le château de fortifications et construisit un couloir souterrain qui, passant sous la Via Romana et le torrent Staggia, reliait le château à Poggio Marturi, une colline située au bord de l'Elsa.

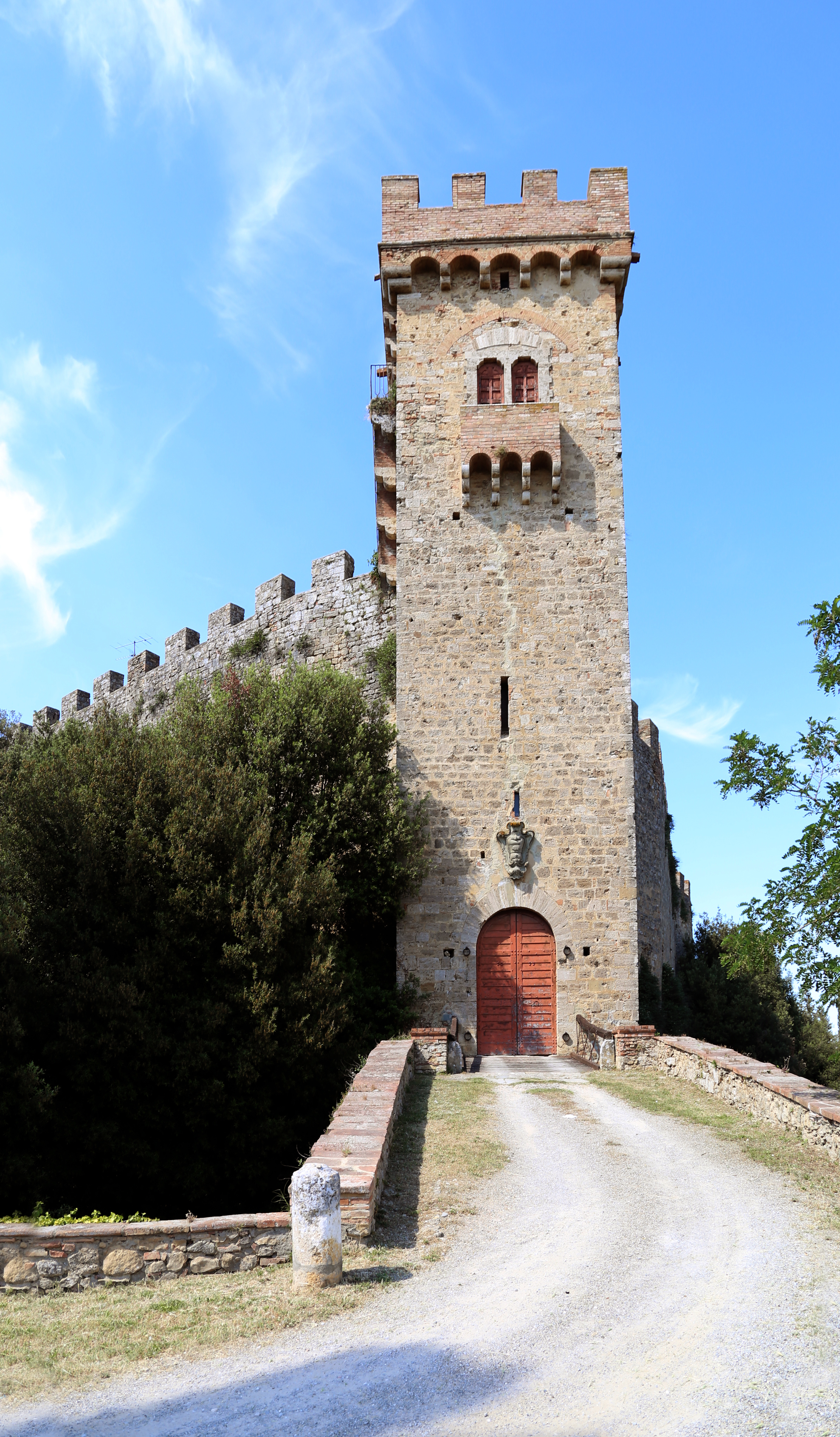

En 1240, le corps central du château est entouré d'une muraille à merlons guelfes et prend une forme irrégulière, typiquement médiévale, qu'il conserve encore aujourd'hui. Les murs étaient entourés de douves contenant les eaux de pluie stagnantes, qui ne pouvaient être franchies que par le pont-levis. La colline et les douves autour de la forteresse étaient les éléments de défense qui rendaient l'accès difficile.
En 1313, Henri VII de Luxembourg prit possession du château et l'utilisa comme place forte pour se défendre contre la campagne siennoise. Si, jusqu'alors, le bâtiment avait une fonction purement militaire, à la fin du XIVe siècle, lorsque la forteresse fut vendue aux Adimari de Florence, elle fut transformée en manoir. Comme c'était la tradition des maisons florentines, deux étages ont été créés avec un escalier intérieur : à l'étage supérieur se trouvait la maison des femmes, tandis qu'au rez-de-chaussée, il y avait une salle pour les armes, la salle à manger et d'autres pièces à usage commun. Les armoiries familiales, constituées de deux bandes horizontales jaune et bleue, sont sculptées sur une cheminée à l'intérieur du local utilisé comme ferme jusqu'en 1960.
En 1479, Poggibonsi fut prise par le duc de Calabre en guerre contre les Florentins, et le château de Strozzavolpe subit le siège, mais ne tomba pas. En 1590, le château devint la propriété de la famille Rinuccini (it), qui fit construire une chapelle noble sous la tour est du château. Cependant, cette dernière fut démolie en 1722 par les Ricciardi, les propriétaires ultérieurs, car elle n'était pas sûre.
En 1730, le château passa aux Franceschi, et en 1777 aux Da Cepparello, qui chargèrent l'architecte De Fabbris de construire un grand escalier en pietra serena à l'intérieur du palais. Mais les interventions les plus importantes furent réalisées à partir de la fin du XIXe siècle, lorsque le château passa aux mains d'Alessandro Bizzarri. Ce dernier, après l'effondrement de la toiture provoqué par d'intenses chutes de neige, chargea un ingénieur de diriger les travaux complets de restauration du château dans le style romantique allemand : les merlons en pierre d'origine furent incorporés dans l'élévation des murs extérieurs. Il fallut également surélever le corps central et la tour d'entrée sinon cela aurait été disproportionné, de plus un balcon avec loggia fut construit et les douves furent drainées.
Pendant la Seconde Guerre mondiale, le château devint le siège d'un commandement militaire, avec pour conséquence une dispersion des armures aujourd'hui conservées dans l'armurerie. Actuellement, la structure appartient à la famille Banchi-Arcangeli.
Aujourd'hui, le château abrite une collection d'armes anciennes qui peut être visitée sur demande et conserve une bonne partie des murs d'origine. On y accède par une allée de cyprès et une rampe en escalier. Un pont en bois mène au portail d'entrée ; à l'intérieur, en position centrale, se trouvent le palais (qui ne conserve que la position de l'ancien donjon), divers bâtiments de service avec des passages souterrains disposés le long des murs.